# Подсказки Бульки
Подсказки Бульки (англ. Blue’s Clues) — образовательный мультсериал для дошкольников, вещающий на Nickelodeon и Nick Jr. в период с 1996 по 2006. Весь сериал был снят в технике перекладки с элементами живого кино. 

## Фабула
Стив ищет со зрителями в каждой серии Булькины подсказки. Их всего три. После нахождения их всех, он садится в кресло идей и думает, что хочет Булька.

## Персонажи
- Стив — ведущий, главный герой.
- Булька — мультипликационная (виртуальная) собака, не разговаривает. Главный герой.
- Джo — другой ведущий, главный герой. Заменил Стива с четвёртого сезона, так как тот уехал в колледж.
- Лопатка и Ведро — два друга-неразлучника. Играют во дворе Стива.
- Почтовый ящик — персонаж, который приносит Стиву и Бульке почту на слова: «Почта к нам пришла опять, мне хочется хвостом вилять и на всю улицу кричать».
- Мистер Соль и Миссис Перец — приправы, которые готовят для какого-нибудь знаменательного дня, или ищут закономерности в продуктах со Стивом. В одном из эпизодах у них родилась малышка Паприка. Впоследствии у них родились также близнецы Шалфей и Имбирька.
- Душистое мыло — мыло, живущее в ванной.
- Тик-так — часы-будильник, показывающий Стиву время для чего-либо важного.
- Маркиза — школьная подруга Бульки. Розовый щенок, похожий на Бульку.
- Зелёный щенок - друг Бульки. Был показан в двух сериях.